# 吉普瑟姆 (堪薩斯州)
吉普瑟姆（英語：Gypsum）是一個位於美國堪薩斯州薩林縣的城市。

## 地方資料
根據2020年美國人口普查的數據，吉普瑟姆的面積為0.97平方千米，當中陸地面積為0.97平方千米，而水域面積為0.00平方千米。當地共有人口400人，而人口密度為每平方千米412.37人。